# ジョージ・ピケンズ
- ジョージ・ピッケンズ

ジョージ・マリーク・ピケンズ・ジュニア（George Malik Pickens Jr., 2001年3月4日 - ）は、アメリカ合衆国アラバマ州フーバー出身のプロアメリカンフットボール選手。NFLのダラス・カウボーイズに所属している。ポジションはワイドレシーバー。

## 経歴

### カレッジ
ジョージア大学では1年目の2019年シーズンからチーム最多となる49レシーブ、727レシーブ獲得ヤード、8つのレシービングTDを記録するなど活躍した。
2年目の2020年シーズン途中に右膝の前十字靭帯を断裂し、長期離脱した。
3年目の2021年シーズンのプレーオフから復帰。チームはCFPナショナルチャンピオンシップで優勝した。シーズン終了後、2022年のNFLドラフトにアーリーエントリーした。
| 2019 | 12 | 49 | 727   | 8  |
| 2020 | 8  | 36 | 513   | 6  |
| 2021 | 4  | 5  | 107   | 0  |
| 通算 | 24 | 90 | 1,347 | 14 |

### ピッツバーグ・スティーラーズ
ドラフト全体52位でピッツバーグ・スティーラーズから指名され、その後ルーキー契約を結んだ。
2022年シーズン、第3週のクリーブランド・ブラウンズ戦でワンハンドキャッチを披露した。第16週のラスベガス・レイダース戦では決勝点となるレシービングTDを記録した。このシーズンは52レシーブ、801レシーブ獲得ヤード、チーム最多となる4つのレシービングTDを記録した。

### ダラス・カウボーイズ
2025年5月7日に2026年のドラフト3巡目指名権、2027年のドラフト5巡目指名権とのトレードで、2027年のドラフト6巡目指名権と共にダラス・カウボーイズへ移籍した。